# Hiệp Thành (phường)
Hiệp Thành là một phường thuộc tỉnh Cà Mau, Việt Nam.

## Địa lý
Phường Hiệp Thành có vị trí địa lý:
- Phía đông giáp thành phố Cần Thơ
- Phía tây giáp xã Vĩnh Hậu
- Phía nam giáp Biển Đông
- Phía bắc giáp phường Bạc Liêu và phường Vĩnh Trạch.

Phường Hiệp Thành có diện tích 134,24 km², dân số năm 2024 là 38.370 người, mật độ dân số đạt 285 người/km².

## Lịch sử
Sau năm 1975, xã Vĩnh Lợi thuộc thuộc thị xã Bạc Liêu, tỉnh Bạc Liêu.
Ngày 20 tháng 9 năm 1975, Bộ Chính trị ban hành Nghị quyết số 245-NQ/TW về việc hợp nhất tỉnh Bạc Liêu, tỉnh Cà Mau và hai huyện An Biên, Vĩnh Thuận (ngoại trừ 2 xã Đông Yên và Tây Yên) của tỉnh Rạch Giá thành một tỉnh mới, tên gọi tỉnh mới cùng với nơi đặt tỉnh lỵ sẽ do địa phương đề nghị lên.
Ngày 20 tháng 12 năm 1975, Bộ Chính trị ban hành Nghị quyết số 19/NQ về việc hợp nhất tỉnh Bạc Liêu và tỉnh Cà Mau thành một tỉnh mới, tên gọi tỉnh mới cùng với nơi đặt tỉnh lỵ sẽ do địa phương đề nghị lên.
Ngày 24 tháng 2 năm 1976, Chính phủ Cách mạng Lâm thời Cộng hòa miền Nam Việt Nam ban hành Nghị định số 3/NQ/1976 về việc hợp nhất tỉnh Bạc Liêu và tỉnh Cà Mau thành một tỉnh mới, lấy tên là tỉnh Bạc Liêu – Cà Mau. Xã Vĩnh Lợi thuộc thị xã Bạc Liêu, tỉnh Bạc Liêu – Cà Mau.
Ngày 10 tháng 3 năm 1976, Chính phủ ban hành Nghị quyết về việc:
- Thành lập tỉnh Minh Hải trên cơ sở đổi tên tỉnh Bạc Liêu – Cà Mau.
- Đổi tên thị xã Bạc Liêu thành thị xã Minh Hải.
- Xã Vĩnh Lợi thuộc thị xã Minh Hải, tỉnh Minh Hải.

Ngày 29 tháng 12 năm 1978, Hội đồng Chính phủ ban hành Quyết định số 326-CP. Theo đó, xã Vĩnh Lợi thuộc thị xã Minh Hải, tỉnh Minh Hải.
Ngày 25 tháng 7 năm 1979, Hội đồng Bộ trưởng ban hành Quyết định số 275-CP về việc chia xã Vĩnh Lợi thành xã Vĩnh Hiệp và xã Vĩnh Thành.
Ngày 17 tháng 5 năm 1984, Hội đồng Bộ trưởng ban hành Quyết định số 75-HĐBT về việc đổi tên thị xã Minh Hải thành thị xã Bạc Liêu thuộc tỉnh Minh Hải. Khi đó, xã Vĩnh Hiệp và xã Vĩnh Thành thuộc thị xã Bạc Liêu.
Ngày 14 tháng 2 năm 1987, Hội đồng Bộ trưởng ban hành Quyết định số 33B-HĐBT về việc thành lập xã Hiệp Thành thuộc thị xã Bạc Liêu trên cơ sở xã Vĩnh Hiệp và xã Vĩnh Thành.
Xã Hiệp Thành có 4.405 ha đất và 9.735 nhân khẩu.
Ngày 6 tháng 11 năm 1996, Quốc hội ban hành Nghị quyết về việc chia tỉnh Minh Hải thành tỉnh Bạc Liêu và tỉnh Cà Mau. Khi đó, xã Hiệp Thành thuộc thị xã Bạc Liêu, tỉnh Bạc Liêu.
Ngày 25 tháng 8 năm 1999, Chính phủ ban hành Nghị định số 82/1999/NĐ-CP về việc thành lập xã Vĩnh Trạch Đông thuộc thị xã Bạc Liêu trên cơ sở 4.656,97 ha diện tích tự nhiên và 9.632 nhân khẩu của xã Thuận Hòa.
Ngày 24 tháng 12 năm 2003, Chính phủ ban hành Nghị định số 166/2003/NĐ-CP về việc thành lập phường Nhà Mát thuộc thị xã Bạc Liêu trên cơ sở điều chỉnh 2.439 ha diện tích tự nhiên và 9.237 nhân khẩu của xã Hiệp Thành.
Sau khi điều chỉnh địa giới hành chính, xã Hiệp Thành còn lại 2.512,35 ha diện tích tự nhiên và 5.504 nhân khẩu.
Ngày 27 tháng 8 năm 2010, Chính phủ ban hành quyết định số 32/NQ-CP về việc thành lập thành phố Bạc Liêu thuộc tỉnh Bạc Liêu. Phường Nhà Mát, xã Hiệp Thành, xã Vĩnh Trạch Đông trực thuộc thành phố Bạc Liêu.
Tính đến ngày 31/12/2024:
- Phường Nhà Mát có 6 khóm: Bờ Tây, Chòm Xoài, Đầu Lộ, Đầu Lộ A, Kinh Tế, Nhà Mát.
- Xã Hiệp Thành có 4 ấp: Giồng Giữa, Giồng Nhãn, Giồng Nhãn A, Xóm Lẫm.
- Xã Vĩnh Trạch Đông có 6 ấp: Giồng Giữa A, Giồng Giữa B, Biển Đông A, Biển Đông B, Biển Tây A, Biển Tây B.

Ngày 12 tháng 6 năm 2025, Quốc hội ban hành Nghị quyết số 202/2025/QH15 về việc sắp xếp đơn vị hành chính cấp tỉnh (nghị quyết có hiệu lực từ ngày 12 tháng 6 năm 2025). Theo đó, sáp nhập tỉnh Bạc Liêu vào tỉnh Cà Mau.
Ngày 16 tháng 6 năm 2025, Ủy ban Thường vụ Quốc hội ban hành Nghị quyết số 1655/NQ-UBTVQH15 về việc sắp xếp các đơn vị hành chính cấp xã của tỉnh Cà Mau năm 2025 (nghị quyết có hiệu lực từ ngày 16 tháng 6 năm 2025). Theo đó, thành lập phường Hiệp Thành thuộc tỉnh Cà Mau trên cơ sở toàn bộ 29,05 km² diện tích tự nhiên, quy mô dân số 11.864 người của phường Nhà Mát; toàn bộ 37,29 km² diện tích tự nhiên, quy mô dân số 9.825 người của xã Hiệp Thành và toàn bộ 67,90 km² diện tích tự nhiên, quy mô dân số 16.681 người của xã Vĩnh Trạch Đông thuộc thành phố Bạc Liêu, tỉnh Bạc Liêu
Phường Hiệp Thành có 134,24 km² diện tích tự nhiên và quy mô dân số là 38.370 người.

## Kinh tế - xã hội
Dân số của xã theo thống kê tháng 4 năm 2019 là 8.132 người, trong đó có 6.221 người Kinh, 1.203 người Hoa, 700 người Khmer. Hầu hết cư dân trong xã sống bằng nghề nuôi trồng và đánh bắt thủy sản. Ngoài ra còn trồng hẹ, xã có đặc sản là bánh hẹ.
Tỉnh Bạc Liêu đang hướng đến đưa Bạc Liêu trở thành trung tâm ngành công nghiệp tôm cả nước, đang phát triển thương hiệu "Tôm Bạc Liêu" và quảng bá ra thị trường nước ngoài.Khu nông nghiệp ứng dụng công nghệ cao phát triển tôm Bạc Liêu được xây dựng theo đề án này. Thủ tướng Chính phủ Việt Nam đã ban hành Quyết định số 694/QĐ-TTg ngày 24/5/2017 về thành lập và ban hành Quy chế hoạt động cho khu nông nghiệp này với quy mô 418,91 ha, tọa lạc trên địa bàn xã Hiệp Thành.
Thu nhập bình quân đầu người là 26 triệu đồng/người/năm. Tháng 8 năm 2019, xã còn 65 hộ nghèo, chiếm 3,2%.

## Văn hóa - du lịch

### Vườn nhãn cổ Bạc Liêu
Vườn nhãn cổ Bạc Liêu: Trong xã có những vườn nhãn cổ thụ hàng trăm năm tuổi, cách trung tâm thị xã Bạc Liêu 6 km, là địa điểm thu hút du lịch. Các khu vườn được gọi với tên chung là Vườn nhãn cổ Bạc Liêu trải dài qua địa phận xã Hiệp Thành và xã Vĩnh Trạch Đông lân cận. Các khu vườn nối dài 11 km dọc theo đường nhựa Cao Văn Lầu ở phía đông, chạy dài ra hướng biển.
Giống nhãn được mang từ Trung Quốc về bởi một người dân địa phương tên Trương Hưng. Nhãn trồng trên đất giồng cát. Tổng diện tích nhãn 300 ha (3 km²) vào năm 2000 giảm dần chỉ còn 100 ha. Trong xã có một cây nhãn cổ hơn 300 năm tuổi. Tỉnh Bạc Liêu đã tiến hành Đề án "Bảo tồn nhãn cổ gắn với phát triển du lịch" vào năm 2012, khảo sát 1.190 cây nhãn có tuổi từ 70 đến 100 năm, quy hoạch thành 3 cụm, mục tiêu bảo tồn vườn nhãn cổ đồng thời phát triển du lịch địa phương.

### Nhà máy điện gió lớn nhất Việt Nam
Nhà máy điện gió Bạc Liêu thường được người dân trong xã gọi là "Cánh đồng điện gió" nằm ở ấp Biển Đông A có công suất 100 MW gồm 62 cột tháp tua pin, từ tháng 6 năm 2013 đến tháng 3 năm 2020 đã đóng góp cho mạng lưới điện quốc gia 1 tỷ kWh. Đây là nhà máy điện gió trên biển đầu tiên của Việt Nam và lớn nhất cả nước, được xây từ năm 2010, hiện vẫn tiếp tục mở rộng, nằm ven biển, cách trung tâm thành phố Bạc Liêu 10 km về hướng đông nam. Mỗi cột tua bin cao 80m, đường kính 4m, nặng trên 200 tấn và được làm từ thép không gỉ.

### Khu du lịch Nhà Mát
Khu du lịch Nhà Mát nằm gần biển, cách trung tâm thành phố Bạc Liêu 7 km, là khu du lịch đầu tư với số vốn hơn 2.500 tỷ đồng, có bãi biển nhân tạo lớn nhất vùng đồng bằng sông Cửu Long. Khu có diện tích hơn 20 ha, gồm 3 khu: Khu trung tâm thương mại và khách sạn, Khu du lịch - dịch vụ, Khu công viên và dịch vụ công cộng. Biển nhân tạo với tên gọi Tiên Rồng gồm diện tích mặt nước và bãi cát khoảng 10.000 m². Khu chính thức hoạt động từ năm 2014.
Đây cũng là địa điểm tổ chức Festival Đờn ca tài tử.
Địa điểm của khu du lịch nằm gần Quán Âm Phật Đài.

### Vườn chim Bạc Liêu
Vườn chim Bạc Liêu hay còn gọi là sân chim Bạc Liêu, là mảng rừng còn sót lại của thảm rừng ngập mặn rộng lớn trước đây. Vườn chim rộng 385 ha (gần 4 km²), trong đó 19 ha là rừng nguyên sinh.
Vườn có 13 quần xã thực vật, bao gồm: 181 loài thực vật bậc cao thuộc 145 chi của 60 họ; trong đó có 23 loài đại diện cho hệ thực vật rừng ngập mặn, 16 loài cây tham gia rừng ngập mặn,...
Vườn là nơi cư trú của khoảng 46 loài chim, như: giang sen, cốc đế nhỏ, bồ nông chân xám, cò lạo Ấn Độ, điên điển, cò đuôi cụt bụng đỏ, cò sả hung,... được ghi vào sách đỏ. Có 150 loài động vật khác, gồm 58 loài cá, 7 loài ếch nhái, 10 loài có vú, 8 loài bò sát,... tạo thành một quần thể động, thực vật phong phú, đa dạng về mặt sinh học.

### Thiền viện Trúc Lâm Bạc Liêu
Thiền viện Trúc Lâm Bạc Liêu nằm trên đường Cao Văn Lầu, cách trung tâm thành phố Bạc Liêu 8 km về phía biển, xây từ 2016, trên diện tích 18 ha. Công trình xây dựng theo kiến trúc của thời Lý, Trần. Toàn bộ công trình được làm bằng gỗ lim và đá Thanh Hóa. Sau 3 năm xây dựng đã hoàn thành một nửa các hạng mục như: Cổng tam quan, Chánh điện, Nhà tổ, Gác chuông,...

### Cây xoài di sản 300 năm tuổi
Trong xã có một cây xoài cổ thụ hơn 300 năm tuổi, là cây xoài có tuổi cao nhất đồng bằng sông Cửu Long, đã được xếp vào Danh sách cây di sản Việt Nam. Cây xoài nằm cách trung tâm thành phố Bạc Liêu 7 km, ở ấp Biển Tây B cách chùa Xiêm Cán khoảng 200 m, chiều cao của cây hơn 15m, tàn nhánh rộng 300 m², đường kính 1,92 m và chu vi 6,05 m. Theo tài liệu lịch sử của Trung tâm Văn hóa – Thể thao TP. Bạc Liêu thì cây xoài đã có từ khoảng năm 1680.

### Chùa Xiêm Cán
Chùa Xiêm Cán nằm cách trung tâm thành phố Bạc Liêu 7 km về phía nam, là công trình kiến trúc nổi bật của xã, là nơi tổ chức các lễ hội hàng năm của người Khmer. Chùa xây dựng vào năm 1887 với diện tích ban đầu là 4.500 m², khuôn viên hiện nay là 4 ha, chùa Xiêm Cán là quần thể kiến trúc tôn giáo cổ và lớn bậc nhất khu vực Đồng bằng sông Cửu Long. Chùa là nơi lưu giữ bộ sách Khmer cổ được viết trên lá cây dày đến 70 trang. Tòa chánh điện có chiều cao 36,3 m được xem là cao nhất trong quần thể chùa Khmer Nam Bộ tại Việt Nam.

## Hình ảnh

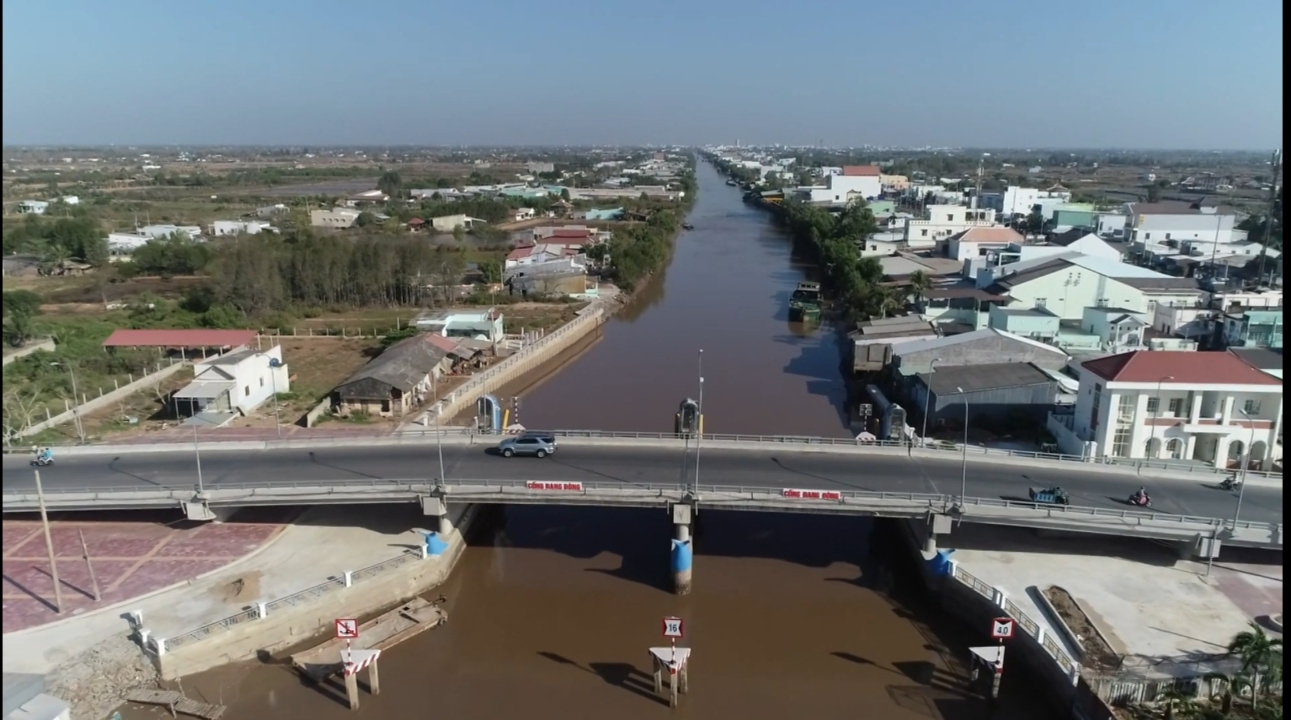
Cống Nhà Mát
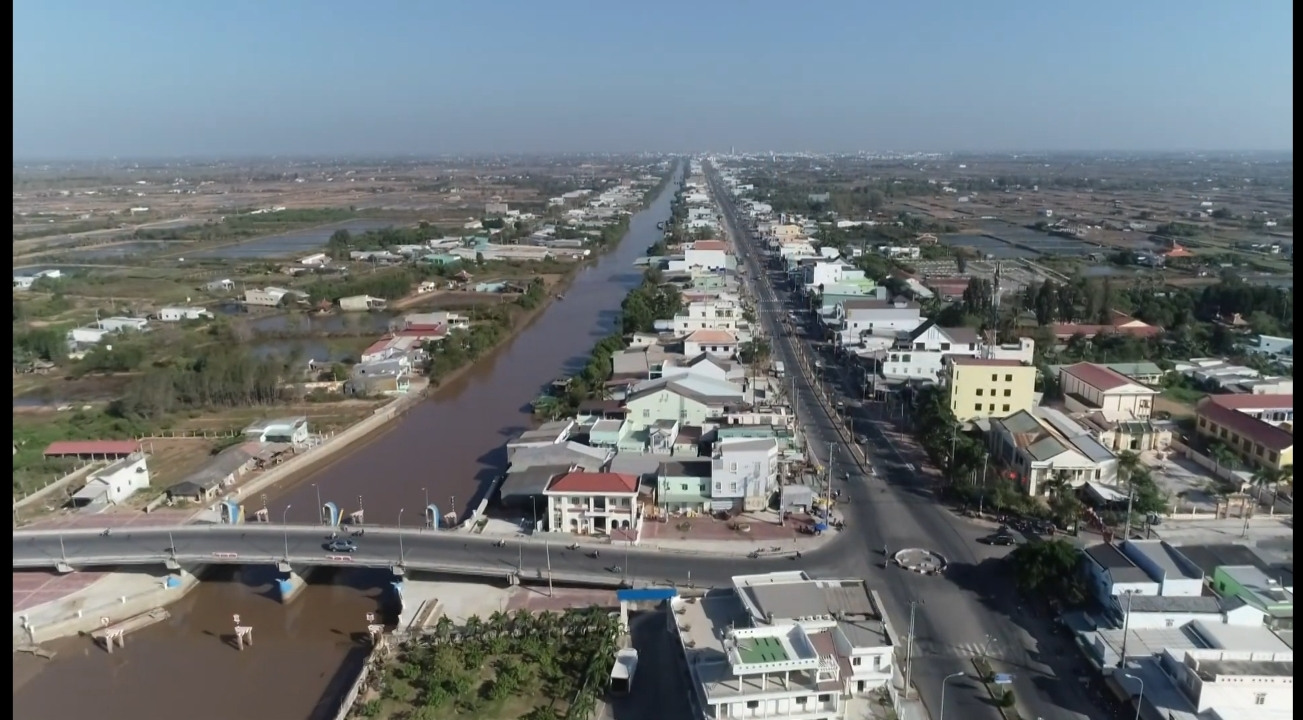
Một góc Nhà Mát
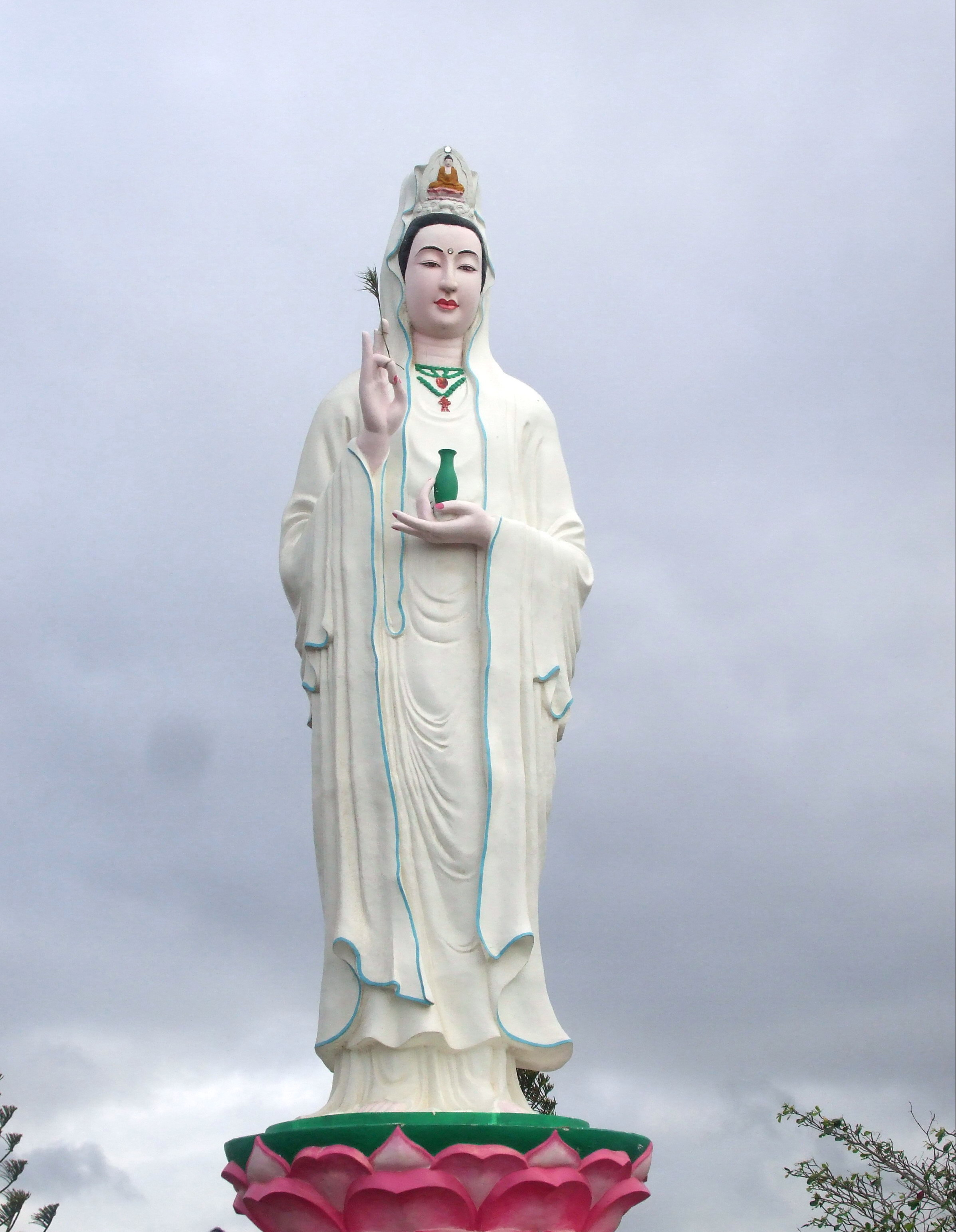
Tượng Quán Thế Âm cao 11m
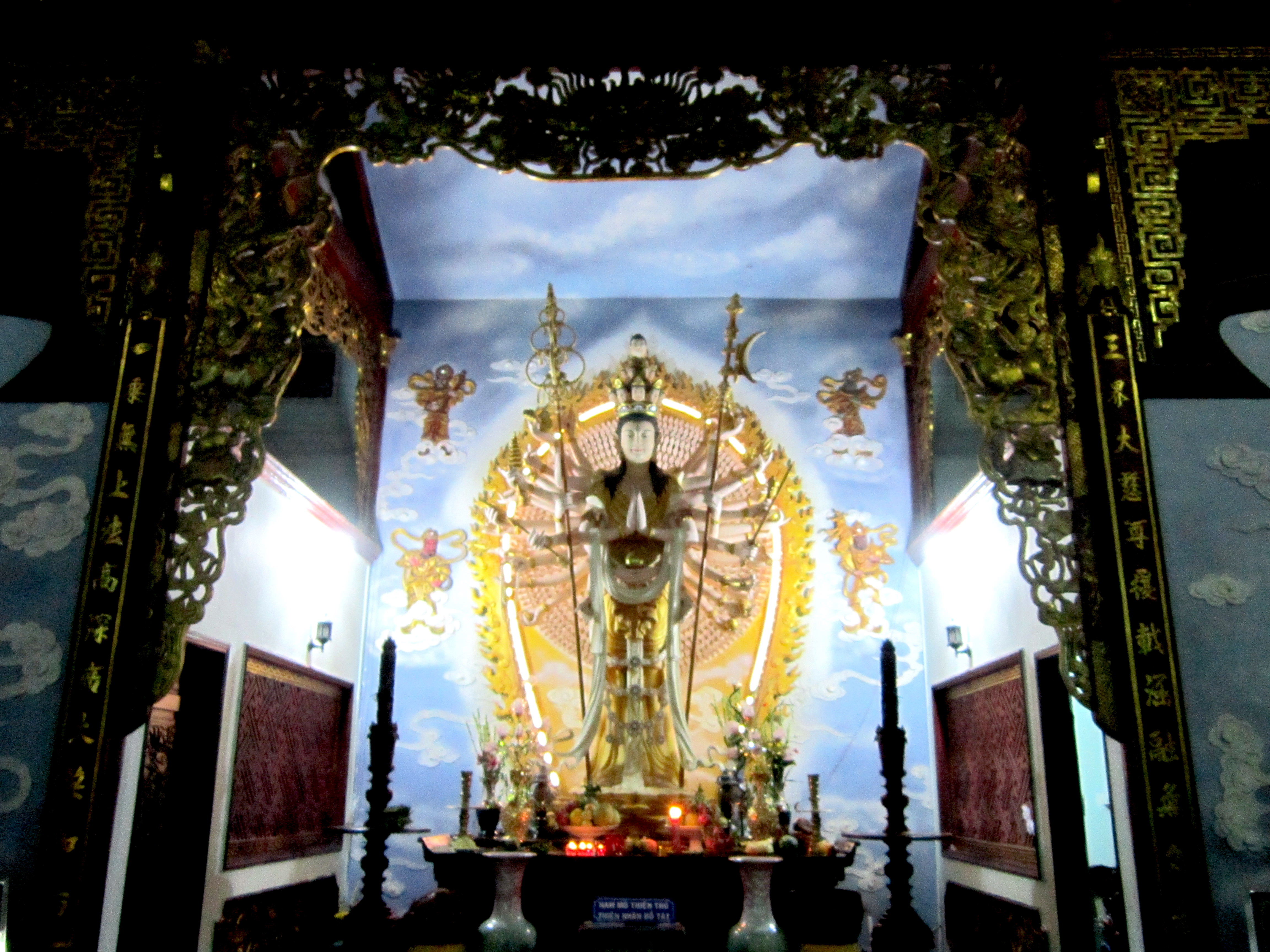
Tượng Thiên Thủ Quán Âm
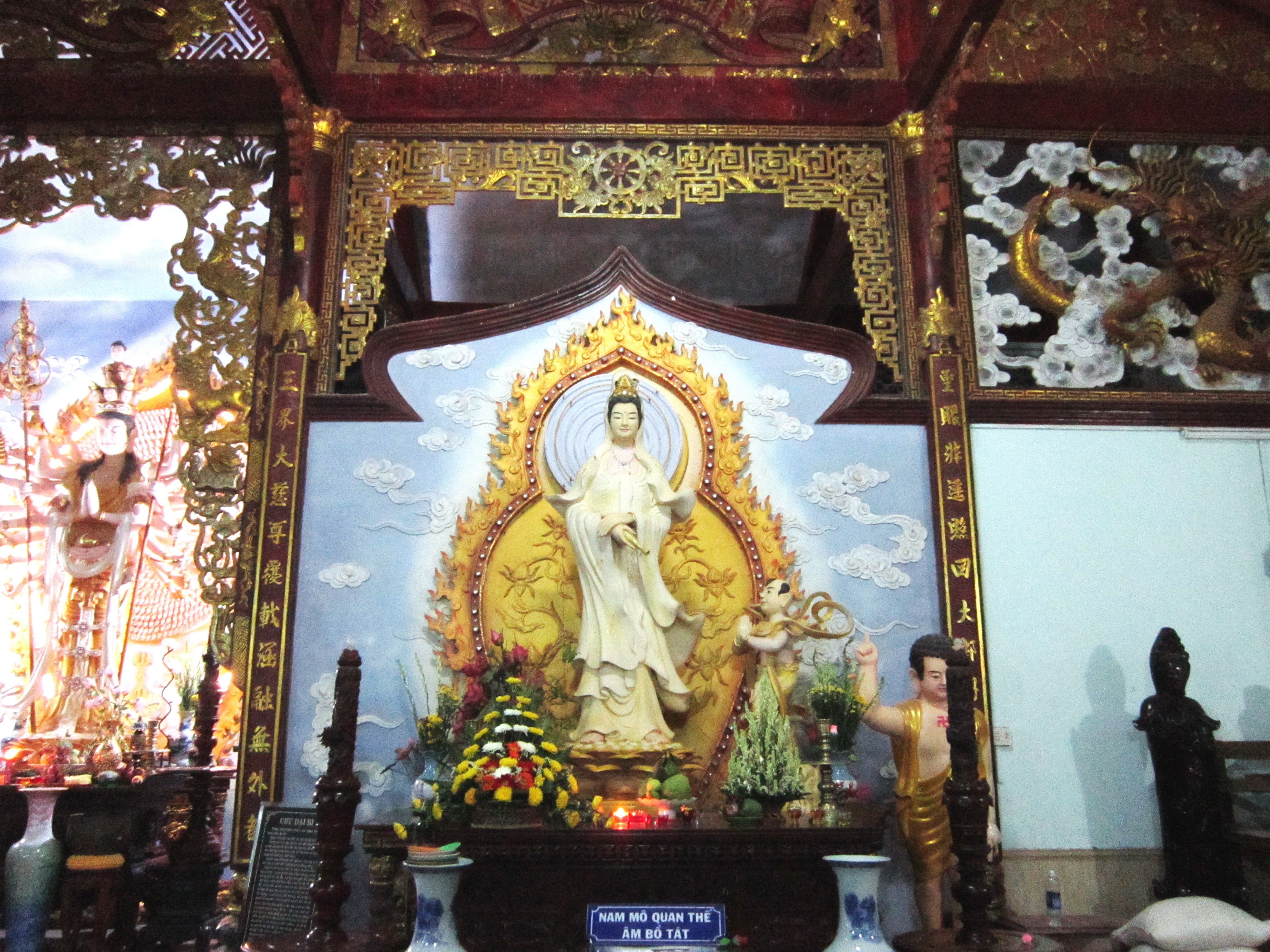
Tượng Quán Thế Âm trong điện Thiên Thủ
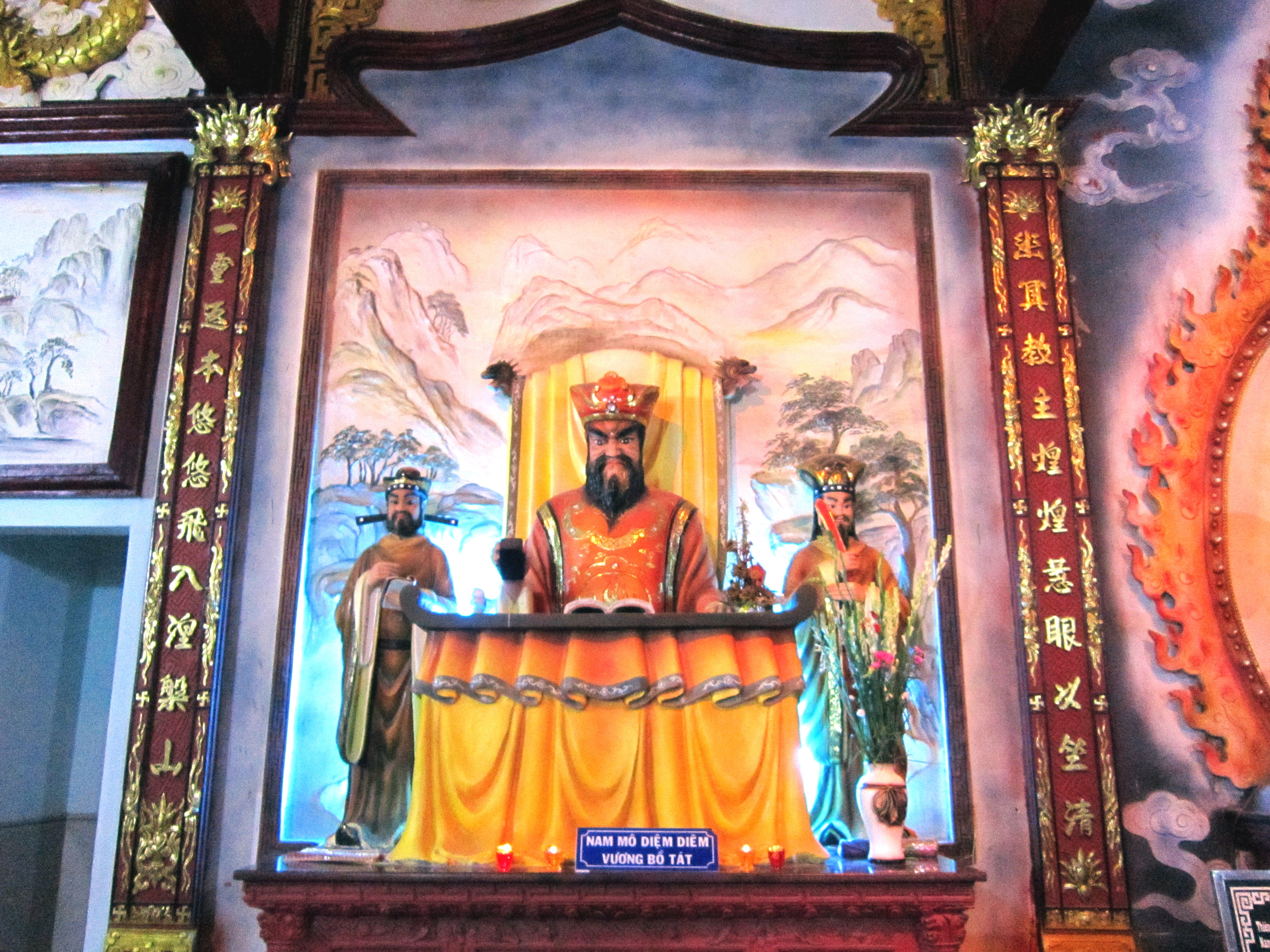
Tượng Diệm Diêm Vương trong điện Địa Tạng